# 本田親男

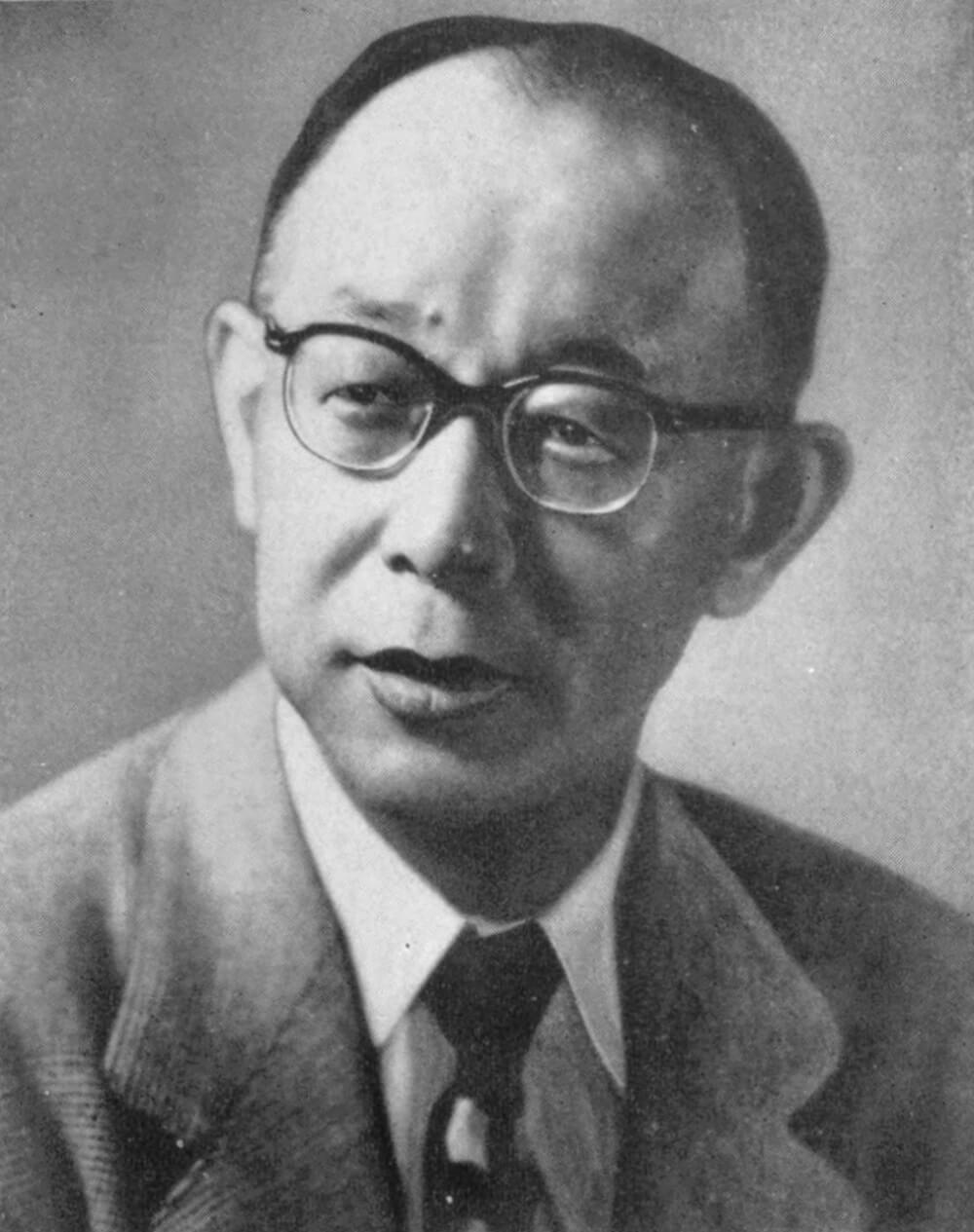
本田親男（1953年撮影）

本田 親男（ほんだ ちかお、1899年11月21日 - 1980年7月30日）は、鹿児島県出身のジャーナリスト、実業家。毎日新聞社社長、会長、最高顧問、毎日放送会長、相談役を歴任した他、日本新聞協会会長を2期務めた。

## 来歴
本田の祖先は、武蔵国本田郷の領主・本田左衛門尉貞親で、島津忠久夫人の父。

### 幼少時代
1899年11月21日、鹿児島市下荒田町生まれ。鹿児島師範学校附属幼稚園を経て、1906年に鹿児島市立八幡小学校へ入学。このころ本田の人間形成に与えた訓育がある。旧薩摩藩独自の教育制度・郷中制度の精神を受け継いだ学舎「研明舎」での教育がそれで、本田は5歳ごろより小学校の放課後にここへ通い、先輩舎生の監督下で諸学科の復習や予習をした。学習後は校庭で相撲、東郷示現流の立木打ち、大将倒し（騎馬戦）、鹿児島湾遠泳、荒田八幡宮参拝などをした。10歳当時には、天保山から桜島まで往復水泳ができた。
1909年9月には父が急逝。父は県立鹿児島中学（当時）を経て東京専門学校政治科（当時）を卒業後、鹿児島商議所初代書記長を経験後鹿児島新聞社入社（経済記者→主筆→編集長）、退社後は市会議員を務めた。本田（10歳）は喪主として葬列の先頭に立ったが、この時、父の後を継いで新聞記者になろうと決意した。

### 旧制中学時代
1912年、県立鹿児島二中入学。本田は新聞研究部へ入部、毎朝西鹿児島駅（当時）に到着する大阪毎日新聞や時事新報を受け取りに行き、放課後、部員同士で東京や大阪のニュースを読み討論した。この新聞研究部は当時の二中第3代校長が創設したもので、第3代校長は新聞の中から毎週一度、社説を選んで複写し、全校生徒に読ませて感想文を書かせた。本田は二中でジャパン・タイムスの付録、週刊学生版を愛読し、時事英語で使われる単語を暗記した。好きな学科は英語、国語、漢文で、なかでも作文は得意であったが、代数幾何はまったくの不得手だった。
このころ、本田は「中央公論」や「太陽」などを購読し、世界の動向や外交問題に興味を持った。また、在京・在阪の各紙・各誌に文章や俳句の投稿にも熱中した。本田は新聞記者志望であることを公然と言っていたが、当時の鹿児島における士族社会では、軍人、官吏、教師に就くことが良しとされていたため、世間受けは決して良くなかった。

### 旧制早稲田高等予科時代
1918年、早稲田大学高等予科英文学科入学。ホイットマン詩集「草の葉」は、その解読・暗誦に没頭した。当時は頻繁に芸術座通いをし、ツルゲーネフ、トルストイ、メリメなどを観劇したほか、浅草日本館でオペラ鑑賞もした。当時、「早稲田騒動」の影響で、本田は学業に対しさほど熱心ではなかったが、早稲田文学社主催の講演会には毎回出席した。
そんな中、第一次大戦による日本の急激なインフレで、父の遺産が底を突きそうになったため、アルバイト先を求めて叔父のもとを訪ねた。叔父は本田が父の後を継いで記者志望であることを知っており、伝を頼って当時の神戸新聞主筆を紹介、本田は主筆の私設助手として採用され、論説の資料収集や執筆補佐をした。本田はあくまでも学費の足しにして早稲田を卒業するためにアルバイトをしたのだが、｢書く｣ことに魅せられて中退する。

### 記者時代
主筆の紹介で主幹の面接を受け、1920年に神戸新聞社へ入社。同年、早稲田大学文学部英文科中退。入社後は学芸部、社会部、運動部を渡り歩くが、1924年には大阪毎日新聞社へ入社、神戸支局へ配属され、社会部記者を経験する。1931年の満州事変で従軍記者、1932年の第一次上海事変では上海特派員となる。帰国後は福岡支局長、神戸支局次長、本社社会部副部長を歴任。社会部デスク時代の1936年、特派員として欧州へ渡り、ベルリンオリンピックを取材、1937年には盧溝橋事件に伴い特派員団長として天津へ出張。自身も華北で従軍している。
1938年、本社社会部長に就任。1940年以降は本社社長に随行し、中国、タイ、インド（当時オランダ領）を視察した。1942年、題号が東京、大阪共に「毎日新聞」に統一されると同時に改組で「編集局長」のポストが新設されるに伴い、毎日新聞大阪本社編集局次長に就く。1945年8月上旬に長岡克暁急逝に伴い大阪本社編集局長代行。同年11月には取締役に就任し、大阪本社代表、編集局長担当となる。選抜中等学校野球大会復活にも尽力し、進駐軍より甲子園球場を取り戻し、1947年3月30日の第19回大会を実現させた。

### 社長時代
1948年12月、第8代毎日新聞社社長に就任。1949年には人口問題調査会を創設し初代会長にも就任し、同時に球団毎日オリオンズを組織し、パ・リーグに加盟。1950年、自治制度を視察するために渡米し、当時のハリー・S・トルーマン大統領とホワイトハウスで単独会見、帰国するが、同年、アメリカ新聞協会の招待で再度渡米。14カ国の新聞界代表と共に国際新聞編集者協会の設立を決議し、同協会理事として日本国内委員長を務めた。また、部下の高橋信三とともに新日本放送（現MBSメディアホールディングス）開局にも奔走し、1951年（昭和26年）9月1日、日本初の民放発足に成功した。
1957年（昭和32年）には日本新聞協会会長に推挙され、就任、左右問わず政治的圧力に対する言論の自由の堅持、新聞販売における過当競争の自戒を唱えた。1958年、取締役会長に就任するが、1961年（昭和36年）には辞任し、最高顧問。同時に高橋の要請を受けて毎日放送初代取締役会長となった。1977年（昭和52年）、高橋の社長退任と同時に会長を辞任、取締役相談役となる。
1962年（昭和37年）には第15回新聞大会（日本新聞協会主催）にて「新聞文化賞]受賞、1970年（昭和45年）勲一等瑞宝章受章。

### 晩年
1973年（昭和48年）1月、学校法人専修大学の理事に就任。以降、1976年（昭和51年）、1979年（昭和54年）に再任される。
1980年7月30日、急性肺炎、急性心不全で死去。同年8月11日には毎日放送による社葬が執り行われたが、昭和天皇より香典を賜ったほか、銀杯一組と従三位を贈られた。
1981年11月、新聞界の功労者として顕彰するため、「自由の群像」（千鳥ヵ淵公園内）に刻銘されている。

## 関連文献
- 「毎日新聞百年史 1872→1972」毎日新聞百年史刊行委員会編、1972年
- 「創立七十周年記念誌 甲南」鹿児島県立甲南高等学校創立七十周年記念事業実行委員会編、1976年
- 「鹿児島大百科事典」南日本新聞社鹿児島大百科事典編纂室編、1981年
- 「本田親男 追想」本田一二編、1983年